# Cimetière du choléra de Świnia Góra
 (signalé en mai 2025).
Si vous disposez d'ouvrages ou d'articles de référence ou si vous connaissez des sites web de qualité traitant du thème abordé ici, merci de compléter l'article en donnant les références utiles à sa vérifiabilité et en les liant à la section « Notes et références ».
- Archive Wikiwix
- Bing
- Cairn
- DuckDuckGo
- E. Universalis
- Gallica
- Google
- G. Books
- G. News
- G. Scholar
- Persée
- Qwant
- (zh) Baidu
- (ru) Yandex
- (wd) trouver des œuvres sur Wikidata

Le cimetière du choléra de Swiniej Góra est un cimetière du choléra de la municipalité de Masłów, dans le powiat de Kielce, établi dans la seconde moitié du XIXe siècle. Des personnes mortes du choléra à Masłów, Dąbrowa, Wola Kopcowa et Kielce y ont été enterrées. Environ 500 personnes y sont enterrées.